# Mahonia oiwakensis
Mahonia oiwakensis là một loài thực vật có hoa trong họ Hoàng mộc. Loài này được Hayata mô tả khoa học đầu tiên năm 1916.

## Hình ảnh

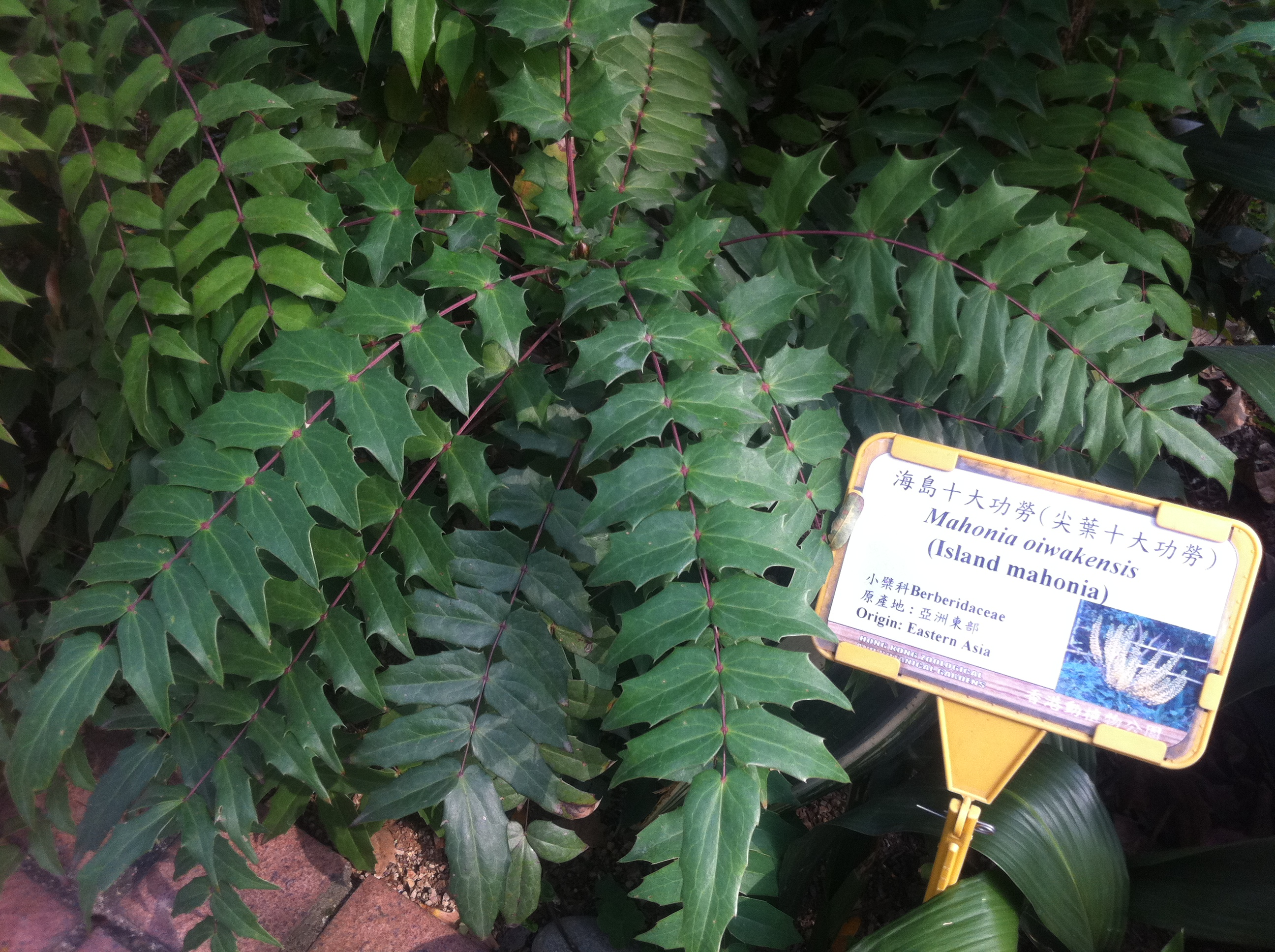